# 阿薩蘇尼烏帕齊拉
阿薩蘇尼乌帕齐拉是孟加拉国薩德基拉縣的一个乌帕齐拉，位於庫爾納专区的薩德基拉縣。。

## 人口
據1991年孟加拉國人口普查，阿薩蘇尼共有戶數40,735戶，人口220957人。其中男性佔比50.71%，女性佔比49.29%；成年人口110,961人。該地7歲以上人口之平均識字率為40.3%。